# سمان الدغل
سمان الدغل (الاسم العلمي: Perdicula)، جنس طيور من فصيلة التدرجية يحتوي على أربعة أنواع:
- سمان الدغل الأجمي, (Perdicula asiatica)
- سمان الدغل الصخري, (Perdicula argoondah)
- سمان الدغل المخضب, (Perdicula erythrorhyncha)
- سمان الدغل المانيبوري, (Perdicula manipurensis)